# Paolo Giglio
Paolo Giglio (ur. 20 stycznia 1927 w Valletcie, zm. 7 marca 2016) – maltański duchowny katolicki, arcybiskup, emerytowany nuncjusz apostolski.

## Życiorys
12 kwietnia 1952 otrzymał święcenia kapłańskie i został inkardynowany do archidiecezji maltańskiej. W 1956 rozpoczął przygotowanie do służby dyplomatycznej na Papieskiej Akademii Kościelnej.
4 kwietnia 1986 został mianowany przez Jana Pawła II nuncjuszem apostolskim w Nikaragui oraz arcybiskupem tytularnym Tyndaris. Sakry biskupiej 8 czerwca 1986 r. udzielił mu ówczesny nuncjusz apostolski na Malcie - abp Pier Luigi Celata.
Następnie od 1995 reprezentował Stolicę Świętą w Egipcie (1995–2002). 5 lutego 2002 przeszedł na emeryturę. Zmarł 7 marca 2016.